# گمینا سوونگسک
گمینا سوونگسک (به لهستانی:  Gmina Słońsk) یک گمینا در لهستان است که در شهرستان سولنچین واقع شده‌است. گمینا سوونگسک ۱۵۸٫۸۶ کیلومتر مربع مساحت و ۴٬۷۵۲ نفر جمعیت دارد.